# Sphecotypus birmanicus
Sphecotypus birmanicus là một loài nhện trong họ Corinnidae.
Loài này thuộc chi Sphecotypus. Sphecotypus birmanicus được Tord Tamerlan Teodor Thorell miêu tả năm 1897.